# Чемпионат (сайт)
«Чемпионат» (championat.com) — российский спортивный интернет-портал, публикующий новости, результаты матчей, интервью и аналитические материалы, ведущий онлайн-трансляции, размещающий фото- и видеоматериалы.
Ежемесячная посещаемость сайта — более 49 миллионов уникальных посетителей, которые просматривают более 370 миллионов страниц за месяц (по данным Liveinternet, июнь 2021).

## История
«Чемпионат.ру» начал свою работу в марте 2005 года на основе движка сайта fnews.ru. Самая первая новость портала была посвящена возможному переносу матча «Рубин» — «Спартак» в Москву. Изначально «Чемпионат.ру» освещал исключительно футбол. К чемпионату миру по хоккею 2007 года был запущен хоккейный раздел, осенью того же года появился раздел про мини-футбол, далее были запущены разделы про теннис и баскетбол. В итоге к осени 2008 года «Чемпионат» освещал основные события во всех видах спорта. Позднее на «Чемпионате» были запущены новые разделы с собственной редакцией — «Киберспорт» (позднее переименован в «Чемп.PLAY»), Lifestyle, «Фигурное катание».
Изначально сайт работал под названием «Чемпионат.ру», затем, на фоне создания работавшей с 2011 по 2014 годы украинской версии, портал изменил название на «Чемпионат.com». Со временем название сократилось до просто «Чемпионат».

Сооснователь «Чемпионата» Дмитрий Сергеев о названии:
«Все знают, что существуют два классных футбольных менеджера — EA Sports и Championship. Второй лежал у меня на полке с дисками, я наткнулся на него глазами, когда придумывал доменное имя, перевёл и подумал: „А почему бы и нет?“. Championship и Chempionat на тот момент были заняты, поэтому остановился на своеобразном гибриде английского написания и транслитерации — Championat». 
В апреле 2017 года редакция «Чемпионата» совместно с издательством «Эксмо» выпустила книгу «Гол! Большая энциклопедия российского футбола». Авторы издания обозревают историю становления футбола в стране, а также самые яркие моменты вплоть до современности. Составителем выступил заместитель редактора отдела «Футбол» Олег Лысенко.
С ноября 2019 года команду проекта в должности управляющего директора возглавил Антон Сучков. В 2023 году он покинул портал.
В 2018 году главным редактором портала стал Евгений Слюсаренко В августе 2021 года его сменил Вячеслав Опахин.
В ноябре 2020 года проект вошел в топ-10 мировых спортивных медиа рейтинга SimilarWeb. А в июне 2021 года — в топ-4, обгоняя ведущие спортивные сайты Великобритании, Франции, Индии, Италии и Китая, показав уникальное достижение для российских спортивных медиа. С июня 2019 по июнь 2021 аудитория проекта выросла фактически в 2 раза.
В июне 2021 года проект показал рекордные аудиторные показатели за всю историю спортивных медиа Рунета — охват аудитории превысил 49 млн уникальных пользователей.

## Специальные проекты
«Чемпионат» реализовал более 200 крупных специальных проектов в онлайне и офлайне:
- Выбор талисмана Чемпионата мира по хоккею 2016 в России[13] и развлекательная зона в рамках игр ЧМ в Москве;
- Развлекательная зона в рамках Гран-при Формулы-1 в Сочи[14];
- Спортивные зоны на крупнейших музыкальных фестивалях — «Пикник Афиши», «Нашествие», Alfa Future People, VK Fest, «Дикая мята», «Доброфест»;
- Крупнейшие в Рунете турниры по FIFA 17, FIFA 18 и FIFA 20;
- Серия барных квизов «Чемпионат Quiz», посвященных футболу, хоккею и другим видами спорта;

### MVP
В октябре 2012 года РПЛ и «Чемпионат» учредили премию «Лучший футболист месяца». По итогам голосования читателей и отдельного голосования экспертов определялся лучший футболист прошедшего месяца в российской Премьер-лиге. Наряду с этим читатели определяли лучшего футболиста каждого тура. В разные годы лауреатами премии становились Вагнер Лав, Юра Мовсисян, Дмитрий Комбаров, Данни, Квинси Промес, Кевин Кураньи, Артём Дзюба, Ари и другие.
В декабре 2012 года аналогичную премию в хоккее «Чемпионат» создал вместе с КХЛ. «Лучший хоккеист месяца» выбирался также в голосовании читателей и экспертов. Обладателями премии становились Сергей Мозякин, Василий Кошечкин, Майкл Гарнетт, Александр Ерёменко, Анатолий Голышев, Антон Бурдасов и другие.

### Всероссийский детский футбольный турнир «Чемпионат»
С октября 2019 года «Чемпионат» и фонд «Пас в будущее» являются учредители крупного детского футбольного турнира с финальной частью в Москве. 32 команды в двух возрастных группах на протяжении недели борются за главные кубки турнира. Команды представляют самые разные регионы и школы: «Чертаново», «Спартак», «Локомотив», ЦСКА, «Динамо», «Строгино», ФШМ, «Ростов» и «Кубань», а также команды с Камчатки, Находки, Махачкалы, Иркутска и других городов России.

### Чемпионат. Подкаст
Первый подкаст «Про 3-4-3» вышел в феврале 2019 года. Его авторы Кирилл Хаит и Григорий Телингатер обозревали футбольную Лигу чемпионов. Далее журналисты «Чемпионата» переключились только на английскую Премьер-лигу и уже под новым названием «Хаит и Телингатер. Обзор АПЛ» стали обсуждать матчи прошедших туров. С октября 2020 года совокупные охваты каждого выпуска превышают 40 тысяч прослушиваний.
В ноябре 2020 года на «Чемпионат. Подкаст» появилось сразу два проекта — обзор ММА «Больше не говори такие вещи» с комментаторами и блогерами Давидом Багдасаряном и Олегом Володиным и подкаст о российском футбол «Наш Чемп» с журналистом «Чемпионата» Евгением Марковым. В 2025 году якорным проектом «Чемпионат. Подкаста» является подкаст про российский футбол Андрея Панкова и Михаила Рождественского «Премьер-лига несправедливости».

### PRO Английский футбол
C июля 2019 года «Чемпионата» развивает сеть каналов в YouTube, ВКонтакте, «Одноклассниках», Twitter и Telegram под брендом «PRO Английский футбол». Контент проекта состоит из главных новостей, посвященных английской Премьер-лиге. В YouTube и ВКонтакте также размещаются самые яркие фрагменты туров АПЛ.
Специально для «PRO футбола» журналисты «Чемпионата» и авторы футбольного YouTube-канала «Мяч Production» готовили обозревательно-развлекательную программу «Футбольный Альбион»

### Выбор лучшего бойца года совместно с UFC
В декабре 2020 года «Чемпионат» и UFC организовали голосование по выбору лучших бойцов года в промоушене. Около 28 000 проголосовавших выбрали главных героев в следующих номинациях:
- «Боец года» (мужчины) — Хабиб Нурмагомедов
- «Боец года» (женщины) — Валентина Шевченко
- «Нокаут года» — Хоакин Бакли
- «Апсет года» — Джастин Гейджи
- «Сабмишен года» — Хабиб Нурмагомедов
- «Прорыв года» — Хамзат Чимаев
- «Бой года» — Джастин Гейджи vs.Тони Фергюсон

### Лучший молодой футболист России
С 2022 года футбольный отдел «Чемпионата» определяет лучшего молодого футболиста по итогам сезона Российской Премьер-Лиги. Премия вручается по итогам голосования тренеров и капитанов всех 16 клубов РПЛ. Главное, чтобы футболисту РПЛ на момент старта сезона не было больше 21 года. Если в течение сезона игроку исполнилось 22 — он до голосования допускается. Участники голосования — все футболисты, которые на момент завершения чемпионата выступают за клуб РПЛ. Их гражданство значения не имеет.
В сезоне-2021/2022 лучшим молодым футболистом стал Гамид Агаларов. В сезоне-2022/2023 — Сергей Пиняев. В сезоне-2023/2024 лучшим признали Константина Тюкавина. По итогам сезона-2024/2025 обладателем премии стал Алексей Батраков.

### Король и Королева фигурки
С 2023 года «Чемпионат» организовывает ежегодное голосование в телеграм-канале «Ход коньком» по выбору лучших российских фигуристов в рамках премии «Король и Королева фигурки». В 2023 году победителями стали Евгений Семененко и Александра Трусова, в 2024 году — Владислав Дикиджи и Александра Игнатова (Трусова).

### Спортивная телега
С 2023 год «Чемпионат» по результатам голосования болельщиков определяет лучший авторский телеграм-канал про спорт. В 2023 и 2024 годах победителем становился автор канала про Формулу-1 Simply Formula Роман Кузнецов.

## Инциденты
Во время чемпионата мира по футболу в Германии в 2006 году сервер сайта не справлялся с наплывом посетителей и «лежал» 10 из 30 дней мирового первенства.

## Редакция
- Главный редактор — Вячеслав Опахин
- Заместитель главного редактора — Александр Рожков
- Ответственный секретарь — Евгений Кустов

### Колумнисты
В разные годы свои блоги и колонки вели знаменитые спортсмены Дмитрий Сычёв, Игорь Акинфеев, Максим Калиниченко, Сергей Семак, Сергей Овчинников, Роман Павлюченко, Андрей Бухлицкий, Александр Тихоновецкий, Анатолий Бышовец, Вера Звонарёва, Елена Веснина, Светлана Кузнецова, Наталья Рогозина, Владимир Чагин, Иван Скобрев, Светлана Журова и многие другие.
На страницах «Чемпионата» публиковались Василий Уткин, Владимир Стогниенко, Дмитрий Губерниев, Илья Казаков, Георгий Черданцев, Михаил Мельников, Кирилл Дементьев, Игорь Рабинер и другие известные журналисты.

## Награды
«Чемпионат» лауреат множества премий, среди которых:
- 2007, 2009 гг. — Премия Рунета
- 2013—2021 гг. — Лучшие социальные проекты России — проект «Спорт детям»[29]
- 2014 г. — мировой рекорд Гиннесса в номинации «Наибольшее количество игроков, участвующих в выставочном футбольном матче»[3].
- 2014 г. — премия Министерства Спорта России — «Лучшее спортивное СМИ»[30]
- 2014—2021 гг. — Спорт и Россия — отмечались специальные проекты «Чемпионата» и вклад в развитие спорта[31][32][33]
- 2015 г. — интернет-премия «Прометей» — «Лучшее спортивное СМИ»[34]
- 2016 г. — Best Office Awards — «Лучший новый офис»[35]
- 2017 г. — MarSpo Awards — «Интернет СМИ года»[36]
- 2019 г. — BR Awards — «Лучшее спортивное СМИ»[37]
- 2022 г. — Голос спорта — Премия Наума Дымарского за значительный вклад в развитие российского спорта[38]
- 2022 г. — Лучшие социальные проекты России — проект «Герои сборной России»[39]
- 2023 г. — MarSpo Awards — «Самое популярное спортивное диджитал медиа России в 2022 году»[40]
- 2025 г. — «Спорт и Россия» — «Медиалидер года»[41]